# زامبی گانگنام
زامبی گانگنام (کره‌ای: 강남좀비; هانجا: 江南좀비; لاتین‌نویسی اصلاح‌شده: Gangnamjombi یک فیلم ترسناک محصول ۲۰۲۳ کره جنوبی با بازی جی ایل جو و پارک جی یون است. این اولین فیلم بلند جی ایل جو و اولین فیلم پارک در ۷ سال گذشته‌است. این فیلم در تاریخ ۵ ژانویه ۲۰۲۳ به نمایش درآمد.

## خلاصه داستان
شهروندان بالای شهر گانگنام سئول دچار علائمی عجیب می‌شوند که تبدیل به موجوداتی غیرانسان می‌شوند تا اینکه چند بازمانده بیشتر نمی‌ماند و…

## بازیگران

### اصلی
- جی ایل جو در نقش هیون سوک
- پارک جی یون در نقش مین جونگ

### مهمان
- چو کیونگ هون در نقش وانگ آی
- چوی سونگ مین
- لی جو جونگ
- تک تیو این در نقش دای هیون، هیون سوک و همکار مین جونگ

## انتشار
کمپانی‌های سازنده لی فیلم و جوی ان سینما این فیلم را در جشنواره فیلم کن ۲۰۲۲ تبلیغ کردند و اولین تریلر آن را به نمایش گذاشتند. این فیلم به چندین کشور آسیای جنوب شرقی از جمله تایلند، مغولستان و ویتنام پیش فروش شد. در ویتنام، این فیلم تنها در شهر هوشی مین در بیش از ۴۰ سالن سینما به نمایش درآمد.